# Coptoprepes recinto
Coptoprepes recinto is een spinnensoort in de taxonomische indeling van de buisspinnen (Anyphaenidae).
Het dier behoort tot het geslacht Coptoprepes. De wetenschappelijke naam van de soort werd voor het eerst geldig gepubliceerd in 2009 door Werenkraut & M. J. Ramírez.